# Головна школа
Головна школа (іноді «головна нормальна школа», нім. Hauptschule) — навчальний заклад у Галичині і на Буковині за часів перебування цих регіонів у складі австрійських держав.

## Відомості
Головні школи — це 4-класні народні школи, в яких навчали 4 учителі. Були створені в 1776 році в більших містах Галичини і Буковини. Навчання в них тривало 4 роки, воно відповідало рівню нижчих класів майбутніх гімназій.
Єдиною головною школою з українською (руською, русинською) мовою навчання (нею почали викладати пізніше) була окружна школа оо. Василіян у Лаврові. Вона діяла в 1789—1911 роках, її випускниками були близько 7000 молодих українців (русинів).
Навчання проводилося спочатку німецькою мовою, після визнання урядовою мовою в Галичині польської — нею. Випускники головних шкіл, які відбули практику, отримували право викладати у тривіальних школах.
Головні школи перестали існувати внаслідок реформи навчальних закладів: починаючи з 1804 року, їх перетворювали на 4-річні гімназії.
Аналогом головних шкіл у частині України, окупованій московитами, були «головні народні училища», перші з яких відкрили в 1786 році в Києві, Чернігові.